# Führerprinzip

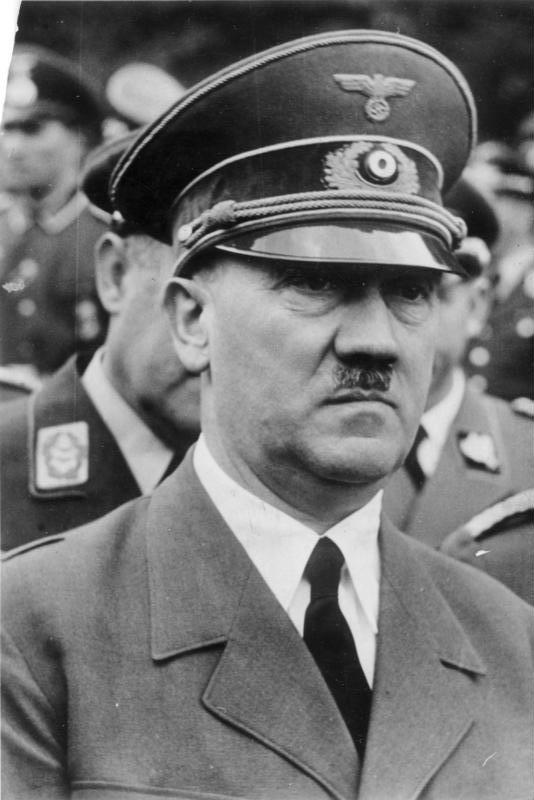
O führer Adolf Hitler.

Führerprinzip, ou Princípio da Liderança, traduzível como "principio da infalibilidade da liderança", "princípio de autoridade", "princípio do chefe" ou "princípio de supremacia do chefe", "caudilhismo" e "obediência absoluta", se refere a um sistema hierárquico de líderes, que foi o fundamento jurídico do sistema político nacional-socialista. Segundo o Livro de Organização do Partido Nazista, o princípio da Liderança, representado pelo Partido, impõe a completa responsabilidade dos líderes do partido nas suas respectivas esferas de atribuição. A responsabilidade por todas as tarefas dentro de uma esfera maior de jurisdição compete ao respectivo líder dentro do partido, fundado no reconhecimento de que a verdadeira vontade do povo, em sua forma pura e não corrompida, pode ser apenas expressa pelo Führer.